# Facultat de Geografia i Història (UB)
La Facultat de Geografia i Història de la Universitat de Barcelona va ser inaugurada oficialment en el seu nou emplaçament l'any 2006, tot i que no va resultar completament operativa fins a principis de l'any 2007. És un projecte de l'estudi Cirici & Bassó Arquitectura. Prèviament, la facultat estava situada al Campus Sud de l'avinguda Diagonal, en uns terrenys que actualment s'estan habilitant per a ampliar el Parc Científic de Barcelona. Aquest trasllat des de l'avinguda Diagonal al barri del Raval es va dur a terme durant l'estiu de l'any 2006 juntament amb la Facultat de Filosofia. Actualment, s'hi imparteixen els nous graus de Geografia, Història, Història de l'art, Antropologia i Arqueologia, així com diversos programes de doctorat i màsters.
Des del 2017 la facultat comprèn els següents departaments:
- Geografia (Antics departaments de "Geografia Humana" i "Geografia Física i Anàlisi Geogràfica Regional")
- Antropologia Social (Antic departament d'Antropologia Cultural i Història d'Amèrica i d'Àfrica)
- Història i Arqueologia (Antics departaments de "Prehistòria, Història Antiga i Arqueologia", "Història Medieval, Paleografia i Diplomàtica", "Història Moderna" i "Història Contemporània")
- Història de l'Art

Els departaments són les unitats bàsiques de docència i de recerca de la Universitat. S'encarreguen d'organitzar i desenvolupar la recerca i els ensenyaments propis de la seva àrea de coneixement respectiva en un o més centres.

## Intervencions arqueològiques
Durant la construcció de l'edifici es van dur a terme diverses intervencions arqueològiques. Constaven d'una valoració patrimonial del sector de la finca afectada pel projecte d'urbanització i construcció de la Universitat de Barcelona (actuals facultats de Geografia i Història i Filosofia). El conjunt arquitectònic estava conformat per tres estructures edilícies diferents:
- Cos A. “Mostruario” de la fàbrica Tarrés: Antoni Tarrés, aleshores propietari de la finca, va endegar la construcció d'aquest edifici l'any 1858, mitjançant la traça de l'arquitecte Josep Buxareu. A més, s'emplaçava a l'interior de la parcel·la i disposava de planta baixa, quatre pisos alts i terrat pla transitable. La façana s'organitzava a partir de les obertures (tres per cada nivell d'alçat). A l'interior, l'espai era diàfan amb sostres alts sustentats per columnes d'ordre jònic (capitells de ceràmica i fusts de maons de mitja lluna recoberts per calç; es va proposar la recuperació d'una mostra dels capitells). S'extreuen balustres i entornpeus de l'escala i del terrat, així com rajoles del paviment, per tal de restaurar i preservar un petit mostrari de la terracota ornamental aplicada a l'arquitectura civil barcelonina de mitjan segle xix i fabricada per Antoni Tarrés Bosch.
- Cos B_ Es tractava d'un edifici de planta baixa i pis emplaçat a la part posterior de la parcel·la. Aquest és de factura moderna i no presentava cap element arquitectònic singular.
- Cos C: Conjunt d'estructures heterogènies sense interès arquitectònic, però lligades històricament amb el procés productiu de la fàbrica Tarrés. Nogensmenys, el soterrani d'aquest edifici annex hi ha dos habitacles relacionats amb els antics forns de cocció. Les cales muràries realitzades l'any 2005 confirmen la cronologia del conjunt arquitectònic, tot i localitzar restes parietals anteriors al projecte original, probablement del segle xvii.[2]